# Himerta scutellata
Himerta scutellata är en stekelart som beskrevs av Leblanc 1989. Himerta scutellata ingår i släktet Himerta och familjen brokparasitsteklar. Inga underarter finns listade i Catalogue of Life.